# 대니얼 패러데이

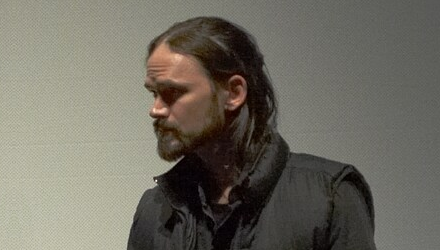

닥터 대니얼 패러데이(Daniel Faraday), 줄여서 댄(Dan) 혹은 패러데이라고 불리는 이 사람은 미국의 드라마 로스트의 등장하는 인물로 제레미 데이비스가 역할을 맡고 있다. 파라데이는 시즌 4 초반에 카하나의 일원으로 소개되었다. 데이먼 린델로프와 칼톤 쿠즈는 다니엘 파라데이를 "물리학자인 마이클 패러데이에 대한 명백한 존경의 표시다"로 불렀었다. 파라데이는 원래 조연으로 기획되어 있었다고 한다.

## 인용
1. ↑  Jensen, Jeff (2008년 2월 21일). “'Lost': Mind-Blowing Scoop From Its Producers”. ew.com. 2009년 2월 3일에 원본 문서에서 보존된 문서. 2008년 2월 21일에 확인함.
2. ↑  ABC Medianet, (January 18, 2008) "Four Strangers Arrive on the Island, Leading the Survivors to Question the Intentions of Their Supposed Rescuers". Retrieved on February 17, 2008.